# Ivar Giaever

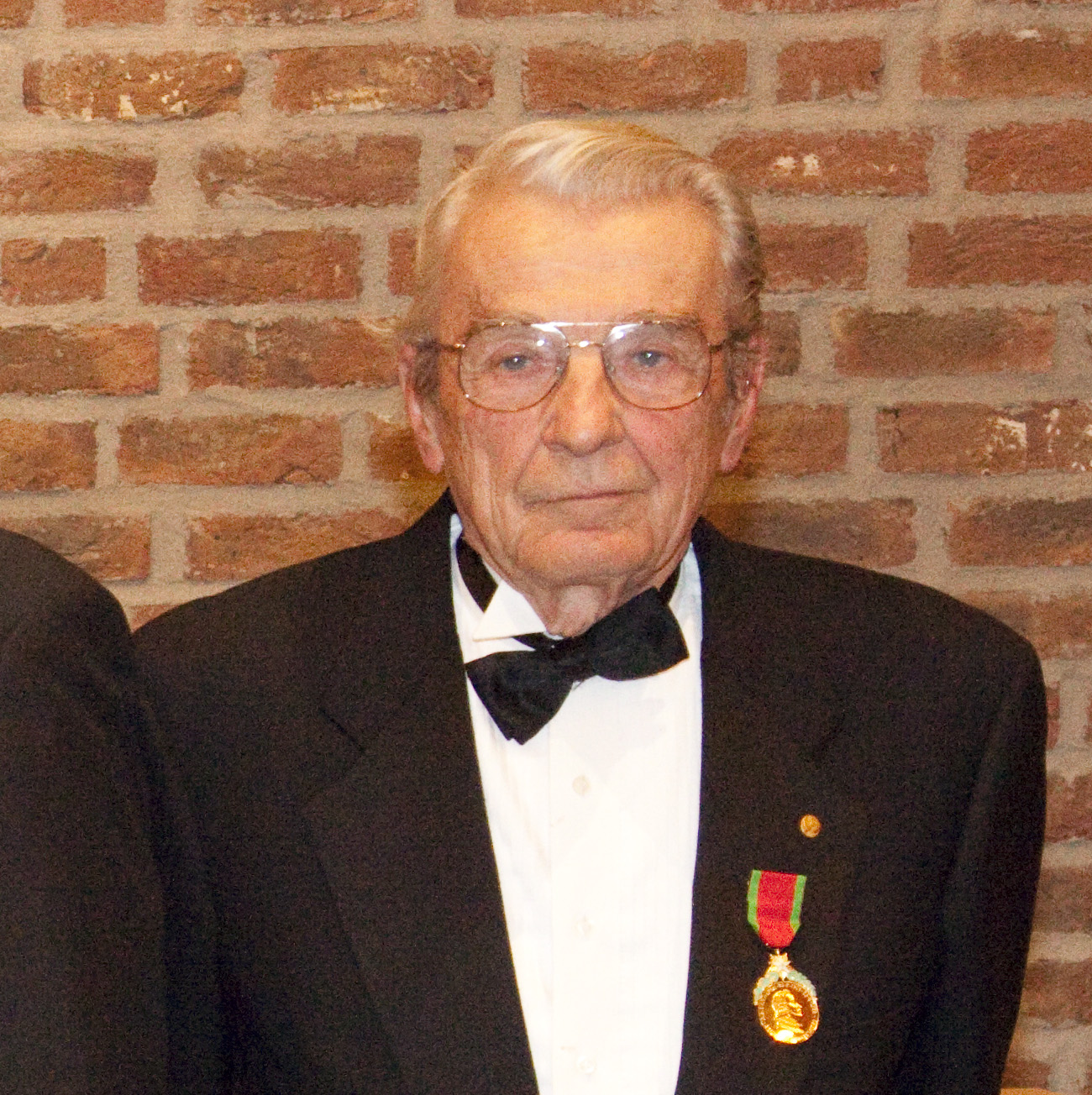
Ivar Giaever

Ivar Giaever (ursprüngliche Schreibweise Ivar Giæver; * 5. April 1929 in Bergen, Norwegen; † 20. Juni 2025 in New York) war ein norwegisch-amerikanischer Physiker. Er erhielt 1973 den Nobelpreis für Physik für Arbeiten zum Tunneleffekt bei Supraleitern.

## Leben
Giaever absolvierte von 1948 bis 1952 ein Ingenieursstudium am Norwegischen Institut für Technologie in Trondheim. 1954 wanderte er nach Kanada aus, wo er in einem Architekturbüro und danach als Ingenieur bei General Electrics arbeitete. 1956 übersiedelte er in die USA. Von 1958 bis 1969 arbeitete Giaever am Rensselaer Polytechnical Institute in Troy (New York) auf dem Gebiet der Supraleitung (verlustfreie Leitung des elektrischen Stroms) und des Tunneleffekts. Für diese Forschungen erhielt er 1964 den Doktorgrad. Während eines Forschungsaufenthalts in England beschäftigte er sich mit biophysikalischen Problemen und entwickelte eine Methode zum Nachweis von Immunreaktionen. Seit 1988 war Giaever Professor am Rensselaer Polytechnical Institute, zusätzlich am Institut für Physik der Universität Oslo.
Giaever erhielt 1973 zusammen mit Leo Esaki den Physik-Nobelpreis für seine experimentellen Entdeckungen betreffend das Tunnel-Phänomen in Halb- bzw. Supraleitern. Im gleichen Jahr erhielt auch Brian D. Josephson für seine theoretische Vorhersage von Eigenschaften bei einer Supraströmung durch eine Tunnel-Barriere, insbesondere jene Phänomene, die allgemein als Josephson-Effekt bekannt sind, den Nobelpreis für Physik. Giaever bewies insbesondere die Existenz eines Tunneleffekts in Supraleitern (nachdem Esaki dies schon 1958 bei Halbleitern zeigte) und bewies die Existenz der von der BCS-Theorie vorhergesagten Energielücke. Seit 1970 arbeitete Giaever auch als Biologe. Seit 1974 war er Mitglied der National Academy of Sciences und der American Academy of Arts and Sciences. Er war auswärtiges Mitglied der Norwegischen Akademie der Wissenschaften.
Giaever arbeitete bis 1988 in verschiedenen Funktionen für General Electric. Anschließend wurde er Professor am Rensselaer Polytechnic Institute in New York. Parallel bekleidete er eine vom norwegischen Ölkonzern Statoil (heute: Equinor) finanzierte Professur an der Universität Oslo.

## Position zum Klimawandel
Giaever, der in seiner Karriere keine einzige wissenschaftliche Publikation zur Klimatologie veröffentlichte, trat 2011 öffentlichkeitswirksam aus der American Physical Society aus, weil die Gesellschaft die Belege für die stattfindende globale Erwärmung als „unbestreitbar“ einstufte.

“The evidence is incontrovertible: Global warming is occurring. If no mitigating actions are taken, significant disruptions in the Earth’s physical and ecological systems, social systems, security and human health are likely to occur. We must reduce emissions of greenhouse gases beginning now.”

„Die Belege sind unbestreitbar: Die globale Erwärmung passiert. Wenn keine Gegenmaßnahmen getroffen werden, hat dies voraussichtlich einschneidende Brüche der physischen und ökologischen Systeme der Erde zur Folge, auch bezüglich der Sozialsysteme, der Sicherheit und der Gesundheit der Menschheit. Wir müssen die Emissionen der Treibhausgase reduzieren, sofort.“

Giaever meinte dazu, man könne nicht bereit sein, gleichzeitig die Masse eines Protons zu diskutieren oder die grundsätzliche Gestalt des Universums für eine offene Frage zu halten, aber seiner Ansicht nach beim Klimawandel jedwede Diskussion verbieten. Unter anderem hielt Giaever die Existenz der Erderwärmung für zweifelhaft und bestritt generell, dass die Ursache auf Kohlenstoffdioxidemissionen zurückzuführen sind. Der Klimaforschung warf er vor, sie könne keine verlässlichen Aussagen über die Zukunft treffen und der Klimawandel sei ohnehin kein Problem.
Auch bei der Tagung der Nobelpreisträger in Lindau 2015 trug Giaever bereits widerlegte und nicht damit in Verbindung stehende Thesen vor, die häufig von Klimawandelleugnern angeführt werden.
Auf dieser Tagung unterzeichneten 36 Nobelpreisträger die Mainauer Deklaration 2015 zum Klimawandel, 35 weitere kamen später hinzu. Sie distanzierten sich dabei klar von den Positionen von Klimaleugnern, indem sie betonten, dass die Beweise für einen Klimawandel durch Treibhausgase erdrückend seien. Giaever zählte nicht zu den Unterzeichnern. Bereits 2012 gab er in einem Vortrag in Lindau an, sich nicht besonders für das Klima zu interessieren. Mehr als „einen Tag, oder eher einen halben Tag“ mit Google zu verbringen benötige er nicht. In der Wissenschaft werden Giaevers Thesen praktisch einhellig verworfen, von Klimaleugnerorganisationen und bestimmten Medien wird Giaever aufgrund seiner Prominenz jedoch häufig als Beleg angeführt. Das Heartland Institute führte Giaever 2008 bis 2011 als Experten für die globale Erwärmung.
2022 veröffentlichte die Klimaleugnerorganisation Clintel auf Initiative von Giaever ihre ursprünglich schon 2019 veröffentlichte Deklaration, dass es keinen Klimanotstand gebe, in kaum veränderter Form erneut. Geteilt wurde die Deklaration danach u. a. von dem rechten Webportal AUF1; anschließend avancierte das Video mit dem Titel „Klima-Wahn: Über eintausend echte Wissenschaftler wehren sich gegen CO2-Lüge“ im August 2022 zu einem der erfolgreichsten Telegram-Beiträge der Woche. Toralf Staud, Fachjournalist beim Klimawandel-Informationsportal Klimafakten.de, ordnete die Deklaration u. a. im Hinblick auf die komplett fehlenden Belege als „wissenschaftlich wertlos“ ein und verwies darauf, dass das Anführen einer Masse von Unterzeichnern einer Deklaration eine der häufigsten Desinformationsstrategien der Wissenschaftsleugnung sei. Insbesondere sollten die vielen Namen mit akademischen Titeln eine fachliche Expertise zum Klimawandel suggerieren, während sie tatsächlich „aber zum betreffenden Thema, zu der sie sich hier äußern, praktisch keine fachliche Expertise haben.“ Tatsächlich hätten aber die „allermeisten Unterzeichnenden solcher 'Deklarationen' praktisch nie“ echte fachliche Expertise in Form von eigenen, aktuellen wissenschaftlichen Publikationen in den jeweils relevanten Disziplinen. Er fungierte auch als Experte für das Heartland Institute, einen konservativ-libertären amerikanischen Think Tank, der den Klimawandel leugnet.